# Городской стадион (Гливице)
Городской стадион в Гливице (пол. Stadion Miejski w Gliwicach) — футбольный стадион в польском городе Гливице. Является домашней ареной для местной команды «Пяст». Вместимость составляет 10 037 человек. Стадион подвергся капитальной реконструкции с сентября 2010 года по июль 2011, в том числе были построены 4 трибуны, полностью накрытые навесами и оснащённые сидячими местами.

## История стадиона
Первое спортивное сооружение на месте нынешнего стадиона было построено в середине 1920-х годов. Стадион существовал в 1926 году, но точную дату его постройки установить не удалось. Стадион был несколько раз модернизирован и перестроен. Перед Второй мировой войной стадион был домашним полем для клуба SpVgg Vorwärts-Rasensport и к 1941 году он вмещал около 15 000 зрителей.
После того как Гливице перешёл под управление польской администрации в 1945 году, стадион стал использоваться в качестве домашнего для команды Budowlani Gliwice (также известной как Lechia). В 1956 году в результате слияния 3-х клубов из Гливице образовался один новый — GKS Gliwice. Между тем клуб Piast играл свои матчи на другом стадионе, расположенном на улице Robotnicza. В 1964 году эти 2 клуба слились в единый GKS "Piast" Gliwice. «Пяст» пробился впервые в своей истории во Вторую лигу Польши в 1957 году. Первоначально новообразованный клуб играл на стадионе на улице Robotnicza, но в итоге переехал на арену на улице Okrzei.
После возрождения главной команды «Пяста Гливице» в 1997 году, все её матчи в чемпионате и кубке Польши игрались на стадионе на улице Okrzei. В 2006 году на стадионе были впервые установлены осветительные прожекторы, которые были открыты 21 июля 2006 года. В честь этого события был сыгран товарищеский матч между «Пястом» и «Погонью». В 2008 году «Пяст» впервые в своей истории вышел в главную лигу Польши. Команда была вынуждена играть свои домашние матчи на стадионе «MOSiR» в Водзиславе-Слёнски, так как стадион на улице Okrzei не соответствовал требованиям Экстраклассы.
The first ever match in Ekstraklasa took place in Gliwice at April 3 2009 when Piast won with its local rival – Górnik Zabrze 1:0.

## Новый стадион
В сентябре 2010 года началось строительство нового нынешнего стадиона. Старые структуры стадиона были полностью разрушены, и в том же месте был сооружён новый. Стадион проектировался немецкой компанией Bremer AG. Вся конструкция стадиона является почти точной копией стадиона Benteler Arena (ранее известного как Energieteam Arena), являющегося домашним для клуба «Падерборн 07», играющего во Второй Бундеслиге. Генеральным подрядчиком стадиона была компания Polimex-Mostostal. Стоимость строительства составила 54 137 254 PLN. (около 13 млн €).
Первый официальный матч на новом стадионе был сыгран 5 ноября 2011 года, в котором «Пяст» принимал плоцкую «Вислу». «Пяст» выиграл со счётом 2:1 и первый гол забил на новом стадионе Рикардинью. Это же матч является рекордным для стадиона по посещаемости на сегодняшний день, матч наблюдали с трибун 9 432 человека. 